# Iekaterina Ripnaïa
Iekaterina Sergueïevna Ripnaïa (en russe : Екатерина Сергеевна Рипная) est une joueuse de volley-ball russe née le 9 mars 1990. Elle mesure 1,86 m et joue au poste de réceptionneuse-attaquante. 

## Clubs
| Club                    | De        | À         |
| ----------------------- | --------- | --------- |
| Universitet Belgorod    | 2007-2008 | 2007-2008 |
| Zaretchie Odintsovo     | 2008-2009 | 2008-2009 |
| Ladoga Léningrad        | 2009-2010 | 2009-2010 |
| CS Ştiinţa Bacău        | 2010-2011 | 2010-2011 |
| Samorodok Khabarovsk    | 2011-2012 | 2011-2012 |
| Minchanka Minsk         | 2012-2013 | 2012-2013 |
| VK Obninsk              | 2013-2014 | 2013-2014 |
| LP Vampula              | 2014-2015 | 2014-2015 |
| VC Kanti Schaffhausen   | 2015-2016 | 2015-2016 |
| AEL Limassol            | 2016-2017 | 2016-2017 |
| AEK Larnaca             | 2017-2018 | 2017-2018 |
| Hapoël Ironi Kiryat Ata | 2018-2019 | …         |

## Palmarès
- Coupe de Chypre
  - Vainqueur : 2018.
  - Finaliste : 2017.
- Championnat de Chypre
  - Finaliste : 2017, 2018.